# Maro Engel
Maro Engel (* 27. August 1985 in München) ist ein deutscher Automobilrennfahrer. 2007 wurde er Vizemeister in der britischen Formel-3-Meisterschaft. Er startet seit 2008 mit mehreren Unterbrechungen in der DTM. Von 2016 bis 2018 fuhr er in der FIA-Formel-E-Meisterschaft.

## Karriere
Engel begann seine Motorsportkarriere im Kartsport, in dem er bis 2000 aktiv war. 2001 wechselte er in den Formelsport und wurde auf Anhieb Dritter der deutschen Formel BMW Junior. In der folgenden Saison trat er in der deutschen Formel BMW an und schloss die Meisterschaft auf dem achten Platz ab. 2003 wechselte Engel in die Formel-3-Euroserie zum Opel Team KMS. Nachdem er – im Gegensatz zu seinem Teamkollegen Timo Glock – nach den ersten fünf Veranstaltungen ohne Sieg und Punkte war, wurde er durch Hendrik Vieth ersetzt. In der Gesamtwertung wurde er schließlich 31. Auch in den folgenden Saisons fand Engel kein Cockpit für eine komplette Saison. 2004 nahm er an zwei Rennen des deutschen Formel-3-Cups teil. 2005 trat er zu fünf Rennen für Durango in der italienischen Formel 3000 an. Dabei kam er viermal in die Punkteränge und schloss die Saison auf dem siebten Gesamtrang ab.
2006 wechselte Engel zu Carlin Motorsport in die britische Formel-3-Meisterschaft. Er entschied ein Rennen in Spa-Francorchamps für sich und beendete die Saison mit insgesamt acht Podest-Platzierungen auf dem fünften Platz. Teamintern musste er sich mit Oliver Jarvis, der Vizemeister wurde, nur einem seiner drei Teamkollegen geschlagen geben. 2007 bestritt Engel seine zweite Saison für Carlin Motorsport in der britischen Formel-3-Meisterschaft. Er gewann zwei Rennen und wurde mit 208 zu 293 Punkten Vizemeister hinter Marko Asmer.

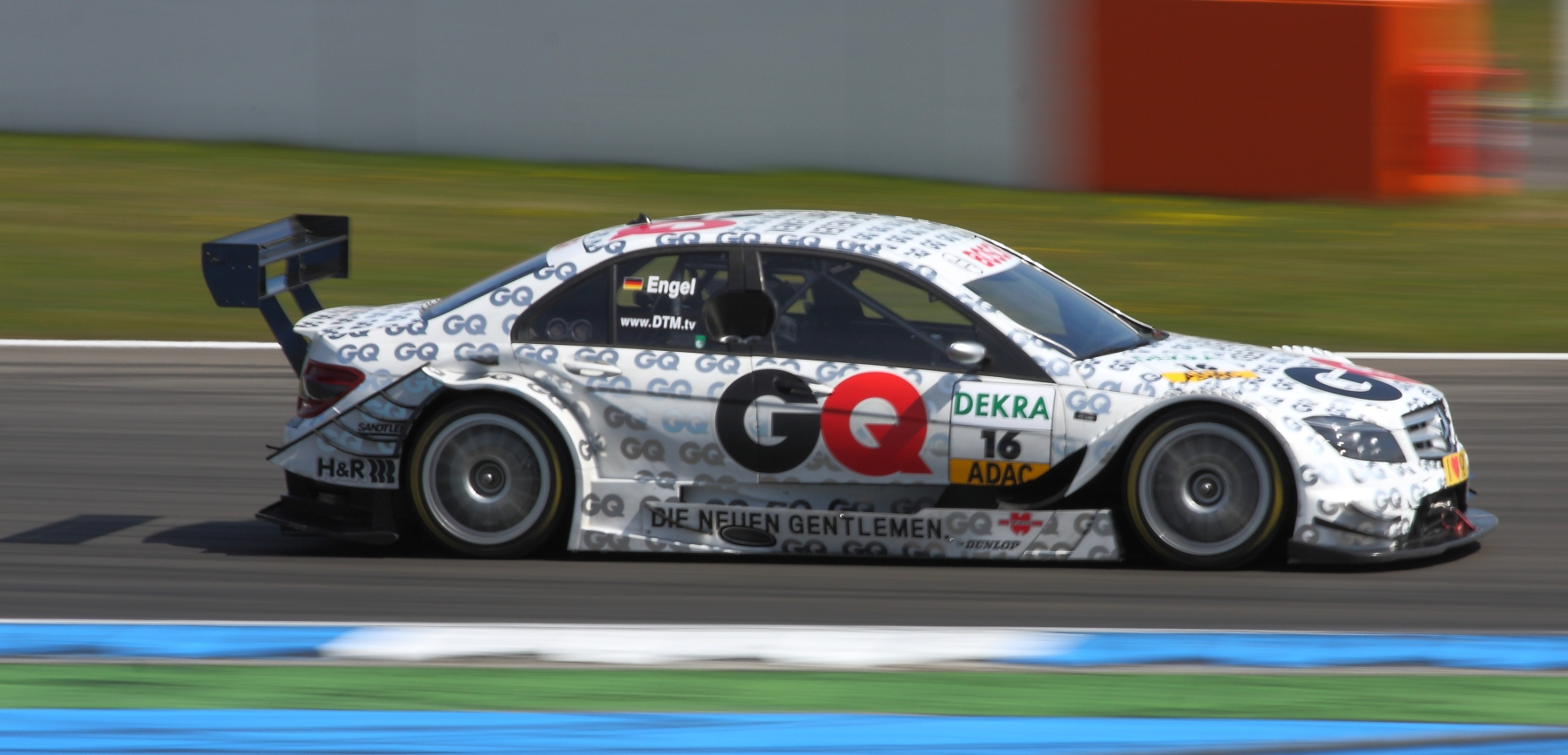
Engel absolvierte 2010 seine dritte DTM-Saison für Mücke Motorsport in einer AMG-Mercedes C-Klasse

2008 wechselte Engel in die DTM zu Mücke Motorsport und erhielt ein Vorjahresmodell der AMG-Mercedes C-Klasse. Zwar blieb Engel im Gegensatz zu seinem Teamkollegen Ralf Schumacher ohne Punkte, hielt von den Leistungen her allerdings mit ihm mit. 2009 erzielte Engel seine ersten Punkte in der DTM und schloss die Saison auf dem zwölften Gesamtrang ab. Seinen Teamkollegen Mathias Lauda ließ er hinter sich. 2010 blieb Engel ein weiteres Jahr bei Mücke Motorsport und erhielt mit David Coulthard abermals einen neuen Teamkollegen. Er beendete die Saison als 15. und war erneut vor seinem Teamkollegen platziert.
2011 bestritt Engel seine vierte DTM-Saison für Mücke Motorsport. Teamintern setzte er sich mit fünf zu einem Punkt gegen Coulthard durch und schloss die Saison auf dem 13. Gesamtrang ab. Nach der Saison wurde bei Engel eine Myokarditis festgestellt, die zum Ende des Jahres wieder abgeklungen war.
Für die DTM-Saison 2012 war Engel nicht mehr im Mercedes-Fahrerkader und er war in diesem Jahr ohne festes Engagement in einer Rennserie. Er bestritt im GT-Sport je zwei Rennen in der International GT Open und der australischen GT-Meisterschaft, in der er ein Rennen gewann. 2013 wechselte Engel nach Australien in die International V8 Supercars Championship zum Mercedes-Team Erebus Motorsport. Engel erzielte einen neunten Platz als bestes Ergebnis und schaffte es nur einmal unter die ersten Zehn. Während sein Teamkollege Lee Holdsworth mit 1361 Punkten 20. wurde, erreichte Engel mit 836 Punkten den 28. Gesamtrang. Damit war Engel der am schlechtesten platzierte Fahrer, der an jedem Rennen teilgenommen hatte.
2014 kehrte Engel nach Europa zurück und trat in der ADAC GT Masters an. Zusammen mit Jan Seyffarth ging er für Rowe Racing an den Start. Die beiden Rennfahrer beendeten die Saison auf dem zwölften Meisterschaftsplatz. Darüber hinaus trat Engel in Mercedes-Fahrzeugen im Breitenrennsport und zu Einzelrennen an. Dabei gewann er den Macau GT Cup vor seinem Teamkollegen Renger van der Zande.
2015 startete Engel für den Mercedes-Rennstall Black Falcon in der Blancpain Endurance Series. Er bildete ein Fahrertrio mit Sean Johnston und Oliver Morley. Die drei erzielten einmal einen zweiten Platz in der Pro-Am-Wertung und schlossen diese auf dem 13. Rang ab. Ferner war Engel erneut im Breitenrennsport aktiv und er gewann erneut den Macau GT Cup. 2016 trat Engel erneut für Black Falcon in der Blancpain Endurance Series an. Er blieb in dieser Saison ohne Punkte in der Gesamtwertung. Außerdem bestritt er je zwei Rennen in der GT Asia Series, in der Intercontinental GT Challenge und in der IMSA WeatherTech SportsCar Championship. Darüber hinaus trat er erneut zu Breitensportrennen an. Dabei gewann er das 24-Stunden-Rennen auf dem Nürburgring.
Für die Saison 2016/17 kehrte Engel in den Formelsport zurück und trat für das Venturi Formula E Team in der FIA-Formel-E-Meisterschaft an. Bei seinem Debüt in Hongkong erzielte er als Neunter auf Anhieb Punkte. Am Saisonende belegte er den 17. Gesamtrang. Darüber hinaus erhielt Engel für die DTM-Saison 2017 nach fünfjähriger Pause wieder ein Mercedes-Cockpit in der DTM.
Zu Beginn der Saison 2018 wurde bekannt, dass Engel sein Cockpit in der DTM räumen würde, um sich nun auf den GT-Sport, sowie sein Engagement mit Venturi in der FIA-Formel-E-Meisterschaft zu konzentrieren. Die Saison 2017/18 schloss er mit einem vierten Platz als bestes Resultat auf dem zwölften Gesamtrang ab. Für die neue Saison erhielt er keinen Vertrag als Stammfahrer mehr.
Seit 2018 tritt Maro Engel in verschiedenen GT3-Rennserien wie der GT World Challenge Europe (vor 2019 Blancpain GT Series), dem ADAC GT Masters oder dem 24-Stunden-Rennen auf dem Nürburgring an. Dabei ist oftmals Luca Stolz sein Teamkollege. Zu seinen größten Erfolgen zählen die Meisterschaft im Blancpain GT Series Endurance Cup 2018, Platz 2 im 24-Stunden-Rennen auf dem Nürburgring 2018 und Platz 3 im ADAC GT Masters 2020 und 2021.
Am 28. Oktober 2022 erreichte Engel in einem Mercedes-AMG One mit einer offiziell gemessenen Zeit von 6:35,183 min einen neuen Rekord für Serienfahrzeuge mit Straßenzulassung sowie in der Kategorie Supersportwagen auf der Nordschleife. Am 23. September 2024 hat er diesen Rekord auf 6:29,090 Minuten verbessert.

## Persönliches
Engel wuchs in Monte Carlo, Monaco, auf. Engel ging zusammen mit Nico Rosberg zur Schule und ist mit ihm befreundet. Keke Rosberg ist für Engels erste Motorsporterfahrungen verantwortlich, da er Engels Vater überredete, ihm zum sechsten Geburtstag ein Kart zu schenken. Zuvor hatte bereits der zwei Monate ältere Nico Rosberg ein Kart geschenkt bekommen. Michael Schumacher ist ein guter Freund von Engels Eltern.

## Statistik

### Karrierestationen
- bis 2000: Kartsport
- 2001: Deutsche Formel BMW Junior (Platz 3)
- 2002: Deutsche Formel BMW (Platz 8)
- 2003: Formel-3-Euroserie (Platz 31)
- 2004: Deutsche Formel 3 (Platz 15)
- 2005: Italienische Formel 3000 (Platz 7)
- 2006: Britische Formel 3 (Platz 5)
- 2007: Britische Formel 3 (Platz 2)
- 2008: DTM
- 2009: DTM (Platz 12)
- 2010: DTM (Platz 15)
- 2011: DTM (Platz 13)
- 2012: International GT Open
- 2012: Australische GT
- 2013: V8 Supercars (Platz 28)
- 2014: ADAC GT Masters (Platz 12)
- 2014: GT Asia Series, GT3
- 2015: Blancpain Endurance Series, Pro-Am (Platz 13)
- 2016: Blancpain Endurance Series
- 2016: Intercontinental GT Challenge (Platz 15)
- 2016: GT Asia Series, GT3
- 2016: IMSA WeatherTech SportsCar Championship, PC (Platz 27)
- 2017: Formel E (Platz 17)
- 2017: DTM
- 2018: Formel E (Platz 12)
- 2018: Blancpain Endurance Series (Meister)
- 2018: 24-Stunden-Rennen auf dem Nürburgring (Platz 2)
- 2019: Blancpain Endurance Series (Platz 3)
- 2019: Intercontinental GT Challenge (Platz 11)
- 2020: 24-Stunden-Rennen auf dem Nürburgring (Platz 8)
- 2020: GT World Challenge Europe Sprint Cup (Platz 5)
- 2020: GT World Challenge Europe Endurance Cup (Platz 7)
- 2020: ADAC GT Masters (Platz 3)
- 2021: ADAC GT Masters (Platz 3)
- 2021: GT World Challenge Europe Sprint Cup (Platz 2)
- 2021: GT World Challenge Europe Endurance Cup (Platz 12)
- 2022: GT World Challenge Europe Endurance Cup (Platz 7)
- 2022: DTM 2022 (Platz 12)
- 2023: GT World Challenge Europe Endurance Cup (Platz 3)
- 2023: DTM 2023 (Platz 10)
- 2024: FIA GT World Cup (Platz 1)
- 2024: GT World Challenge Europe Sprint Cup (Meister)
- 2024: GT World Challenge Europe Endurance Cup (Platz 6)
- 2024: DTM 2024 (Platz 3)

### Einzelergebnisse in der FIA-Formel-E-Meisterschaft
| Jahr    | Team                   | 1   | 2   | 3   | 4   | 5   | 6   | 7   | 8   | 9   | 10  | 11  | 12  | Punkte | Rang |
| ------- | ---------------------- | --- | --- | --- | --- | --- | --- | --- | --- | --- | --- | --- | --- | ------ | ---- |
| 2016/17 | Venturi Formula E Team | HKG | MAR | BUE | MEX | MON | PAR | BER | BER | NYC | NYC | MTR | MTR | 16     | 17.  |
| 2016/17 | Venturi Formula E Team | 9   | NC  | NC  | DNF | 5   |     | 9   | NC  | NC  | DNF | 12  | 18  | 16     | 17.  |
| 2017/18 | Venturi Formula E Team | HKG | HKG | MAR | SAN | MEX | PUN | ROM | PAR | BER | ZÜR | NYC | NYC | 31     | 12.  |
| 2017/18 | Venturi Formula E Team | 13  | 7   | 12  | DNF | 16  | 10  | 8   | 4   | 8   | 11  | 8   | DNF | 31     | 12.  |

| Legende                      | Legende       | Legende                                                                 |
| Farbe                        | Abkürzung     | Bedeutung                                                               |
| ---------------------------- | ------------- | ----------------------------------------------------------------------- |
| Gold                         | —             | Sieger                                                                  |
| Silber                       | —             | 2. Platz                                                                |
| Bronze                       | —             | 3. Platz                                                                |
| Grün                         | —             | Platzierung in den Punkten                                              |
| Blau                         | —             | Klassifiziert außerhalb der Punkteränge                                 |
| Violett                      | DNF           | Rennen nicht beendet                                                    |
| Violett                      | NC            | nicht klassifiziert                                                     |
| Rot                          | DNQ           | nicht qualifiziert                                                      |
| Schwarz                      | DSQ           | disqualifiziert                                                         |
| Weiß                         | DNS           | nicht am Start                                                          |
| Weiß                         | WD            | zurückgezogen                                                           |
| Weiß                         | C             | Rennen abgesagt                                                         |
| Blanko                       |               | nicht teilgenommen                                                      |
| Blanko                       | DNP           | gemeldet, aber nicht teilgenommen                                       |
| Blanko                       | INJ           | verletzt oder krank                                                     |
| Blanko                       | EX            | ausgeschlossen                                                          |
| sonstige Formate und Zeichen | P/fett        | Pole-Position                                                           |
| sonstige Formate und Zeichen | kursiv        | Schnellste Rennrunde (ab 2017/18: Schnellste Rennrunde der ersten Zehn) |
| sonstige Formate und Zeichen | unterstrichen | Führender in der Gesamtwertung                                          |
| sonstige Formate und Zeichen | °             | FanBoost                                                                |
| sonstige Formate und Zeichen | *             | nicht im Ziel, aufgrund der zurückgelegten Distanz aber gewertet        |
| sonstige Formate und Zeichen | ( )           | Streichresultat                                                         |

### Sebring-Ergebnisse
| Jahr | Team                 | Fahrzeug             | Teamkollege    | Teamkollege       | Platzierung | Ausfallgrund |
| ---- | -------------------- | -------------------- | -------------- | ----------------- | ----------- | ------------ |
| 2016 | Starworks Motorsport | Oreca FLM09          | Sean Johnston  | Michael Lyons     | Ausfall     | Unfall       |
| 2021 | Sun Energy 1 Racing  | Mercedes-AMG GT3     | Mikaël Grenier | Kenny Habul       | Ausfall     | Motorschaden |
| 2022 | WeatherTech Racing   | Mercedes-AMG GT3 Evo | Jules Gounon   | Cooper MacNeil    | Rang 18     |              |
| 2023 | WeatherTech Racing   | Mercedes-AMG GT3 Evo | Jules Gounon   | Daniel Juncadella | Rang 16     |              |

### Einzelergebnisse in der DTM
| Saison | Team             | Hersteller | 1   | 2   | 3   | 4   | 5   | 6   | 7   | 8   | 9   | 10  | 11  | 12  | 13  | 14  | 15  | 16  | 17  | 18  | Punkte | Rang |
| ------ | ---------------- | ---------- | --- | --- | --- | --- | --- | --- | --- | --- | --- | --- | --- | --- | --- | --- | --- | --- | --- | --- | ------ | ---- |
| 2008   | Mücke Motorsport | Mercedes   | HO1 | OSC | MUG | LAU | NOR | ZAN | NÜR | BRH | BAR | LEM | HO2 |     |     |     |     |     |     |     | —      | —    |
| 2008   | Mücke Motorsport | Mercedes   | 17  | DNF | 11  | 11  | 9   | 14  | DNF | 17  | 15  | 14  | 12  |     |     |     |     |     |     |     | —      | —    |
| 2009   | Mücke Motorsport | Mercedes   | HO1 | LAU | NOR | ZAN | OSC | NÜR | BRH | BAR | DIJ | HO2 |     |     |     |     |     |     |     |     | 8      | 12.  |
| 2009   | Mücke Motorsport | Mercedes   | 6   | 8   | DNF | 7   | 7   | 12  | 10  | 10  | 12  | 10  |     |     |     |     |     |     |     |     | 8      | 12.  |
| 2010   | Mücke Motorsport | Mercedes   | HO1 | VAL | LAU | NOR | NÜR | ZAN | BRH | OSC | HO2 | ADR | SHA |     |     |     |     |     |     |     | 3      | 15.  |
| 2010   | Mücke Motorsport | Mercedes   | 16  | 11  | 15  | 9   | 8   | DNF | 11  | 12  | 9   | 7   | 16  |     |     |     |     |     |     |     | 3      | 15.  |
| 2011   | Mücke Motorsport | Mercedes   | HO1 | ZAN | SPI | LAU | NOR | NÜR | BRH | OSC | VAL | HO2 |     |     |     |     |     |     |     |     | 5      | 13.  |
| 2011   | Mücke Motorsport | Mercedes   | 8   | 7   | 14  | 10  | 9   | 15  | 10  | 7   | 15  | 14  |     |     |     |     |     |     |     |     | 5      | 13.  |
| 2017   | HWA              | Mercedes   | HO1 | HO1 | LAU | LAU | HUN | HUN | NOR | NOR | MOS | MOS | ZAN | ZAN | NÜR | NÜR | SPI | SPI | HO2 | HO2 | 51     | 15.  |
| 2017   | HWA              | Mercedes   | 17  | 10  | 9   | 12  | 13  | 15  | 14  | 14  | 10  | 1   | 16  | 11  | 4   | 5   | 15  | 15  | 16  | 13  | 51     | 15.  |
| 2023   | Team Landgraf    | Mercedes   | OSC | OSC | ZAV | ZAV | NOR | NOR | NÜR | NÜR | LAU | LAU | SAC | SAC | RBR | RBR | HOC | HOC |     |     | 107    | 10.  |
| 2023   | Team Landgraf    | Mercedes   | 13  | 14  | 1   | 53  | 7   | 9   | 12  | 4   | 13  | DNF | DNF | DNF | 5   | 12  | 17  | 5   |     |     | 107    | 10.  |
| 2024   | Team Winward     | Mercedes   | OSC | OSC | LAU | LAU | ZAV | ZAV | NOR | NOR | NÜR | NÜR | SAC | SAC | RBR | RBR | HOC | HOC |     |     | 203    | 3.   |
| 2024   | Team Winward     | Mercedes   | 13  | 2   | 2   | 7   | 11  | 13  | 8   | 2   | 3   | 23  | 3   | 5   | 21  | 8   | 4   | 10  |     |     | 203    | 3.   |
| 2025   | Team Winward     | Mercedes   | OSC | OSC | LAU | LAU | ZAV | ZAV | NOR | NOR | NÜR | NÜR | SAC | SAC | RBR | RBR | HOC | HOC |     |     | 72     | 5.   |
| 2025   | Team Winward     | Mercedes   | 3   | 12  | 321 | 5   | 9   | 5   |     |     |     |     |     |     |     |     |     |     |     |     | 72     | 5.   |

| Legende  | Legende            | Legende                                                          |
| Farbe    | Abkürzung          | Bedeutung                                                        |
| -------- | ------------------ | ---------------------------------------------------------------- |
| Gold     | –                  | Sieg                                                             |
| Silber   | –                  | 2. Platz                                                         |
| Bronze   | –                  | 3. Platz                                                         |
| Grün     | –                  | Platzierung in den Punkten                                       |
| Blau     | –                  | Klassifiziert außerhalb der Punkteränge                          |
| Violett  | DNF                | Rennen nicht beendet (did not finish)                            |
| Violett  | NC                 | nicht klassifiziert (not classified)                             |
| Rot      | DNQ                | nicht qualifiziert (did not qualify)                             |
| Rot      | DNPQ               | in Vorqualifikation gescheitert (did not pre-qualify)            |
| Schwarz  | DSQ                | disqualifiziert (disqualified)                                   |
| Weiß     | DNS                | nicht am Start (did not start)                                   |
| Weiß     | WD                 | zurückgezogen (withdrawn)                                        |
| Hellblau | PO                 | nur am Training teilgenommen (practiced only)                    |
| Hellblau | TD                 | Freitags-Testfahrer (test driver)                                |
| ohne     | DNP                | nicht am Training teilgenommen (did not practice)                |
| ohne     | INJ                | verletzt oder krank (injured)                                    |
| ohne     | EX                 | ausgeschlossen (excluded)                                        |
| ohne     | DNA                | nicht erschienen (did not arrive)                                |
| ohne     | C                  | Rennen abgesagt (cancelled)                                      |
| ohne     | keine WM-Teilnahme |                                                                  |
| sonstige | P/fett             | Pole-Position                                                    |
| sonstige | 1/2/3/4/5/6/7/8    | Punktplatzierung im Sprint-/Qualifikationsrennen                 |
| sonstige | SR/kursiv          | Schnellste Rennrunde                                             |
| sonstige | *                  | nicht im Ziel, aufgrund der zurückgelegten Distanz aber gewertet |
| sonstige | ()                 | Streichresultate                                                 |
| sonstige | unterstrichen      | Führender in der Gesamtwertung                                   |